# انتخابات
الانتخابات هي عملية رسمية لاختيار شخص لتولي منصب رسمي. من المهم التمييز بين شكل الانتخابات ومضمونها. في بعض الحالات توجد الأشكال الانتخابية ولكن يغيب المضمون الانتخابي مثل حالة عدم توفر الخيار الحر وغير المزيف للاختيار بين بديلين على الأقل. معظم دول العالم تقيم الانتخابات على الأقل بشكل رسمي ولكن في العديد من الانتخابات تكون غير تنافسية (مثلا يحظر على جميع الأحزاب المشاركة باستثناء حزب واحد).
تتبع الانتخابات في الديمقراطيات الحديثة لملء المقاعد في البرلمان (ممثل السلطة التشريعية)، وأحيانا في السلطة التنفيذية (الرئاسة ورئاسة الحكومة والحكم المحلي) والسلطة القضائية. كما تستخدم هذه العملية أيضا في كثير من الأماكن في القطاع الخاص مثل الشركات (كانتخاب مجالس الإدارة في الشركات المساهمة من قبل المساهمين) ومنظمات الأعمال من النوادي والجمعيات التطوعية.

## الناخبون

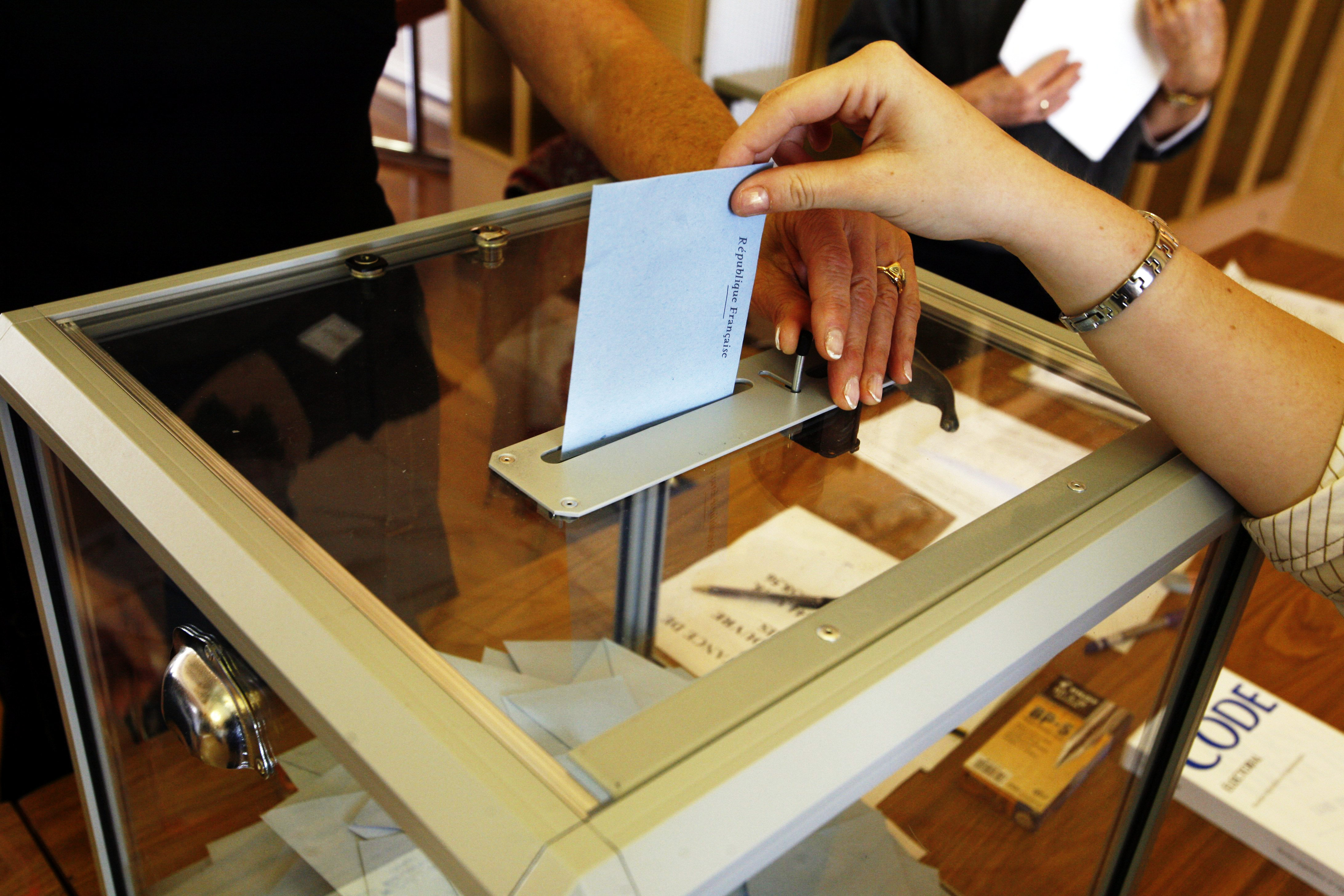
صندوق الاقتراع

الناخب هو من يحق له التصويت وهي قضية محورية في الانتخابات. فيجب قبل إجراء أي عملية انتخابية تحديد الشروط التي يجب توفرها في الأشخاص حتى يحق لهم التصويت (مثلاً: يحق لجميع حاملي أسهم الشركة المشاركة التصويت لاختيار مجلس إدارة الشركة شريطة أن لا يشارك في عملية عد الأصوات). أما الانتخابات الرسمية، فمعظم دساتير وقوانين الدول تحدد كون الناخب مواطن بلغ سن الرشد يتمتع بحقوقه المدنية والسياسية. وأحيانا يتم وضع قيود أخرى.

## أنظمة الانتخابات

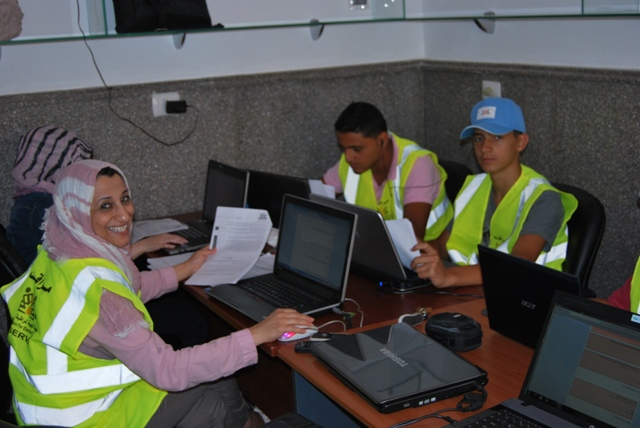
مراقبة الانتخابات

يوجد العديد من الأنظمة الانتخابية بسبب تعدد الغايات والطرق، ولكل نظام انتخابي محاسنه ومساوئه لذى لا يوجد نظام انتخابي أمثل.

### الاستفتاء
حيث يتم طرح سؤال محدد على الناخبين، يتم الإجابة عليه إما نعم أو لا. يستخدم هذا النظام للحصول على قرار حاسم من الشعب باعتباره أعلى سلطة في الدولة. أحد أشهر أشكال الاستفتاء هي إقرار دستور جديد (حيث يتم كتابة مسودة وطرحها للاستفتاء). كما يمكن استخدام الاستفتاء لحل موضوع خلافي لم يتم التوصل على حل له داخل دوائر الدولة (مثلاً طرحت الحكومة في سويسرا استفتاءً لحظر سياحة الانتحار ).
يعيب على هذا النظام وجود خيارين فقط إما نعم وإما لا، وفي حال الرفض قد يتطلب الأمر إقامة استفتاء جديد على أساس جديد (مثل رفض إقرار دستور ما مما يتطلب إعادة كتابة المسودة وطرحها للاستفتاء مرة أخرى).

### الانتخاب الفردي
يوجد في هذا النظام الانتخابي رابح واحد فقط. ويستخدم بشكل رئيسي في انتخاب الرئيس أو رئيس الحكومة. يمكن استخدامه في انتخابات تشكيل المجالس ولكن ينبغي تقسيم الدولة إلى دوائر صغيرة يمثل كل دائرة في هذا المجلس رابح واحد (أي أن عدد الدوائر يساوي عدد المقاعد).
يمكن إجراء الانتخاب الفردي على مرحلة واحدة أو مرحلتين. في المرحلة الأولى يفوز الشخص الذي يحصل على أعلى عدد من الأصوات الصحيحة أياً كانت نسبة انتخابه (لنفترض وجود أربعة مرشحين على مقعد واحد وعدد الأصوات الصحيحة هو 1000 وحصل الأول على 350 صوت أي 35% والثاني على 300 صوت أي 30% والثالث 200 صوت أي 20% والرابع 150 صوت أي 15% فيفوز المرشح الأول مباشرة).
أما الانتخاب الفردي على مرحلتين ففي حال عدم حصول أي مرشح على نسبة 50%+1 فيتم الدعوة مرة أخرى إلى الانتخابات للمفاضلة بين المرشحين الذان حصلا على أعلى نسبة تصويت (بالعودة إلى المثال السابق لا يفوز أي مرشح وإنما يتم الدعوة للانتخاب مرة أخرى للمفاضلة بين المرشحين الأول والثاني فقط).
يمتاز النمط الفردي بسهولة الإجراءات والبساطة والوضوح. من عيوبه الأساسية أن هذا النظام بنزعته الطبيعية نحو الفردية تبرز العصبيات وينشط دور العائلات ويقوم المال بدور حاسم في نجاح المرشح. ومع هذا النمط يضعف تأثير الأحزاب التي تصبح أقل سيطرة حيث يستمد النائب قوته الانتخابية من علاقته بالناخبين أكثر من علاقته بالأحزاب، كما أنه لا يحقق تمثيل الأقليات.

### نظام الكلية الانتخابية
يقوم هذا النظام على قيام الناخبين في كل ولاية أو محافظة باختيار من يمثلهم (غالباً ما يتم تحديد عدد الممثلين في كل ولاية حسب نسبة سكان إلى سكان البلد)، هؤولاء الفائزون في هذه الانتخابات الفرعية لا يتولون المنصب ولكنهم هم من يحق لهم انتخاب من سوف يتولى المنصب (أي يقوم المجتمع باختيار المجلس المركزي ويقوم هذا المجلس باختيار من سوف يتولى المنصب) أي أن المجلس المركزي هو مجموعة من الأشخاص الذين لهم حق التصويت بالتكليف، أي أنهم يصوتون بحسب التكليف الممنوح لهم من قبل من انتخبهم لدخول المجلس.
والهدف الأساسي من هذا النوع من المجالس الانتخابية ينبع من أنه في الماضي لم يكن هناك إمكانية للناخبين أن يتعرفوا على المرشح الذي يريد أن يتولى فرضاً رئاسة الجمهورية في الولايات المتحدة، ولذلك فقد تم ابتكار النظام بحيث ينتخب الجمهور مجموعة من الممثلين الذين يعرفهم بشكل مباشر في منطقتهم ويثق بهم ليمثلوهم في المجلس المركزي. وهؤلاء يتوجهوا إلى مكان انعقاد المجلس المركزي ويقوموا بالتعرف على المرشحين عن قرب وينتخبون من يقتنعوا أنه كفؤ للمركز. ومن أشهر المناصب في العالم التي تعتمد هذه الآلية منصب رئيس الولايات المتحدة الأمريكية ومنصب البابوية في الفاتيكان.
ينتقد البعض هذه الطريقة بأنها معقدة إلى حد ما إضافة إلى زوال سبب وجودها بعد الثورة التكنولوجية حيث أصبح بمقدور أي ناخب معرفة التفاصيل التي يشاء عن المرشحين والاستماع لخطاباتهم ومناظراتهم وبالتالي يصبح على دراية كافية بالمرشح حتى يقوم بانتخابه مباشرة بدلاً من انتخاب من يمثله حتى يقوم هذا الممثل بانتخاب الرئيس.
لاحقاً تم تعديل هذا النظام في الولايات المتحدة بحيث أصبح الناخبين ينتخبون المرشح مباشرة ويتم حصر الأصوات في كل ولاية والمرشح الذي يحصل على أعلى الأصوات داخل الولاية تذهب جميع أصوات الولاية لهذا المرشح ويتم تحديد عدد أصوات الولاية حسب نسبة عدد سكانها إلى عدد سكان الولايات المتحدة، والمرشح الذي يحصل على أكثر من نصف أصوات المجمع الانتخابي (أصوات جميع الولايات) يفوز بالرئاسة (مثلاً في انتخابات الرئاسة الأمريكية 2012 حصل باراك أوباما على نسبة 60.24% من الأصوات في ولاية كاليفورنيا فذهبت جميع أصوات الولاية الخمسة والخمسين لصالحه).
أي أن نسبة التصويت على مستوى الدولة ليست هي الحاسم في اختيار الرئيس وإنما عدد الأصوات التي فاز بها داخل المجمع الانتخابي ففي انتخابات الرئاسة الأمريكية عام 2000 حصل المرشح الديمقراطي آل غور على نسبة 48.38% من إجمالي عدد أصوات فيما حصل المرشح الجمهوري جورج دبليو بوش على نسبة 47.87% من إجمالي الأصوات ومع ذلك فاز جورج بوش الابن لأنه حصل على 271 صوت في المجمع الانتخابي مقابل 266 صوت لآل غور.

### نظام التمثيل النسبي
نظام التمثيل النسبي هو أحد أكثر الأنظمة الانتخابية قدرة على تمثيل مختلف مكونات المجتمع. وهو بالتالي يحقق بشكل مباشر المعنى المراد من النظام الانتخابي. يختلف تطبيق التمثيل النسبي باختلاف النظام الانتخابي المطبق في الدول التي تتبع التمثيل النسبي. فهو إما أن يكون تمثيل نسبي للأحزاب السياسية فقط، أو أن يكون تمثيل نسبي للأحزاب والمناطق، أو تمثيل نسبي للأحزاب والمناطق والهيئات العامة كالنقابات. والتمثيل النسبي يعني أن نسبة التمثيل في البرلمان تعتمد على النسبة التي يحصل عليها الحزب أو التجمع في الانتخابات. وأغلب أنظمة التمثيل النسبي تعتمد نظام الدائرة الواحدة وانتخاب القائمة لا الأشخاص وبالتالي تكون المفاضلة بين برامج انتخابية وخطط وسياسات وليس على أساس العلاقات الشخصية. (مثال لنفترض ترشيح أربع قوائم لمجلس مكون من خمسين مقعد والقائمة الأولى حصلت على 40% تحصل بالتالي على 20 مقعد والثانية حصلت على 30% فتحصل على 15 مقعد والثالثة 20% فتحصل على 10 مقاعد والرابعة 10% فتحصل على خمس مقاعد). إن أهم ما يميز هذا النظام، هو أنه يتفق مع العدالة، ويحقق تمثيلاً صحيحاً للاتجاهات المختلفة في الرأي العام.
في معظم الأنظمة الانتخابية التي تعتمد التمثيل النسبي، هناك نسبة قطع وهي أقل نسبة يجب أن تحصل عليها القائمة لكي لتحصل على مقعد وهذه النسبة تختلف من دولة إلى أخرى، وهي تتراوح ما بين النسبة التي تؤهل الحزب لشغل مقعد واحد كما هي الحال في استونيا إلى أعلى نسبة قطع 10% كما هي الحال في تركيا. إن رفع نسبة القطع قد يحرم الشرائح الصغيرة من التمثيل في المجلس المنتخب أما نسبة القطع المنخفضة فتؤدي إلى مجلس مكون من عدد كبير من الأحزاب أو التحالفات الأمر الذي يجعل تحقيق الاستقرار السياسي أمر صعب إلى حد ما. تجيز بعض القوانين أن تقوم القوائم التي لم تصل نسبة التصويت لها إلى حد القطع بنقل الأصوات التي حصلت عليها إلى قائمة أخرى من ضمن التحالف الذي تنتمي إليه مما يمنع ضياع الأصوات. تقوم بعض الدول برفع نسبة القطع للتحالفات بين الأحزاب ففي إيطاليا مثلاً ينبغي على التحالف (مجموعة أحزاب مرشحة ضمن قائمة واحدة) الحصول على 10% من الأصوات ليتم تمثيله في مجلس النواب أما الحزب (قائمة جميع مرشحيها ينتمون إلى حزب واحد فقط) فيكفيه فقط 4% ليحصل على تمثيل في مجلس النواب.
هناك نوعان من الانتخابات النسبية:
1. القائمة المغلقة: حيث يقوم الحزب أو التحالف بتحديد تسلسل الأعضاء الذين سوف يتم تمثيلهم في المجلس. فهنا يحق للناخب اختيار القائمة أو التيار الذي يمثله ولكن لا يحق له اختيار الأشخاص (مثلاً في حال فوز قائمة ما بثلاثة مقاعد يفوز الأسماء الثلاث الأولى بهذه المقاعد).
2. القائمة المفتوحة: حيث يقوم الناخب باختيار الحزب أو التحالف ومن سيقوم بملئ المقاعد (المرشحين) التي سوف يفوز بها الحزب أو التحالف (فمثلا لو حصلت القائمة على ثلاث مقاعد يتم اختيار الأشخاص الثلاث ضمن هذه القائمة الذين حصلوا على أعلى نسبة تصويت لملئ هذه المقاعد الثلاث).

العديد من الدول التي كانت تعتمد فقط نظام التمثيل النسبي في الانتخابات بدأت بالتحول نحو نظام الانتخاب المختلط الذي يتبنى نوع من نظام الصوت الواحد على مستوى المناطق ونظام التمثيل النسبي على المستوى الوطني. ومن أهم الدول التي تحولت إلى هذا النظام المختلط كل من مصر وفرنسا وألمانيا وإيطاليا وبوليفيا وفنزويلا ونيوزيلندا وهنجاريا.
يؤخذ على نظام التمثيل النسبي ما يلي:
- عدم قدرته على إعطاء الأطراف تمثيلًا مناسبًا في البرلمان، وبالتالي فيتم التركيز في العادة على الأعضاء من المراكز الانتخابية الكبيرة في قوائم الأحزاب وتهمل المناطق النائية. لذى قامت بعض الدول بتبني نظام انتخابي مختلط أرادت بهذا التغلب على معضلة التمثيل للمناطق النائية والأطراف بدلاً من تركيز العمل السياسي في المراكز.
- عندما يكون عدد الأحزاب كبير فإن التمثيل لهم في البرلمان يؤدي إلى عدم استقرار سياسي. كما حدث في إيطاليا مما دعى إلى تغيير النظام الانتخابي ليتم انتخاب 75% من المقاعد بالنظام النسبي و25% بالنظام المطلق.
- عندما تكون نسبة الحسم عالية يتم تقليص التمثيل الحزبي في البرلمان إلى الحد الذي يخل بالتمثيل الشعبي للقوائم. وإذا لم يكن هناك إمكانية لنقل الأصوات فإن الحزب الأكبر يهيمن على الحياة السياسية بالرغم من أنه قد لا يكون ممثلاً لأغلب الشعب.

## مقالات ذات صلة
- مرشح
- ترشيح مبدئي
- عملية انتخابية
- إصلاح انتخابي
- هيئة انتخابية
- أمر بتنظيم عملية انتخابية
- تقديرات إحصائية لنتائج الانتخابات
- مسح ما قبل اقتراع الناخبين
- مسح اقتراع الناخبين
- انتخابات غير مباشرة
- اتفاقية الشروط الانتخابية